# Kurt Jahn
Kurt Jahn, también Curt Jahn (16 de febrero de 1892 - 7 de noviembre de 1966), fue un general del Ejército alemán y comandante en Lombardía, Italia, durante la II Guerra Mundial. Nacido en Schmalkalden, Alemania, fue capturado al oeste de Milán el 1 de mayo de 1945 e internado como prisionero de guerra en Gran Bretaña hasta mayo de 1948.
Jahn también había sido miembro del Baltische Landeswehr durante la guerra de independencia de Letonia.
Jahn murió en Coburgo el 7 de noviembre de 1966.

## Condecoraciones
- Cruz Alemana en Oro (18 de junio de 1942)
- Cruz de Hierro de 1914, 1ª y 2ª Clase
- Broche de la Cruz de Hierro, 1ª y 2ª Clase
- Orden del León de Zähringen, Caballero 2ª Clase con Espadas (Baden)
- Orden de la Casa Ernestina de Sajonia, Caballero 2ª Clase con Espadas
- Cruz de Honor 1914-1918
- Prmio al Largo Servicio en la Wehrmacht, 1ª Clase (25 años de servicio) y 3ª Clase (12 años de servicio)